# Lacu Sinaia
Lacu Sinaia – wieś w Rumunii, w okręgu Buzău, w gminie Amaru. W 2011 roku liczyła 299 mieszkańców.